# Albert Lambert
Albert Bond "Al" Lambert (Alexandria, Virgínia, 6 de desembre de 1875 - Saint Louis, 12 de novembre de 1946) va ser un golfista estatunidenc que va competir a finals del segle XX i primers del segle xx. A banda fou un pioner de l'aviació.

## Golf
Va prendre part en els Jocs Olímpics de París de 1900, en què fou vuitè; i als de 1904 de Saint Louis, on guanyà la medalla de plata en la prova per equips del programa de golf, com a membre de l'equip Trans-Mississippi Golf Association. En la prova individual quedà eliminat en els quarts de final.

## Aviació
El 1906 va començar a interessar-se per l'aviació, i va aprendre a fer volar globus aerostàtics. El 1907 va ser un dels fundadors de l'Aero Club de St. Louis. El 1909 va conèixer els germans Wright, i va comprar el seu primer avió. Orville Wright va ser qui li va ensenyar a pilotar. El 1911 va ser el primer habitant de Saint Louis en tenir una llicència de vol. Durant la Primera Guerra Mundial va ser instructor de vol en globus i paracaigudisme.
El 1920 comprà per 68.000 $ un terreny de 0,69 km² a Kinloch, que havia estat utilitzat per ascensions en globus i la primera trobada aèria internacional. Durant els següents set anys Lambert va condicionar les pistes d'aterratge i els hangars. El 1927 Lambert era un dels membre del comitè de Saint Louis que ajudà a comprar l'Spirit of Saint Louis amb què Charles Lindbergh havia de fer el primer vol transatlàntic fins a París. El 1928 Lambert va vendre l'aeròdrom a la ciutat de Saint Louis per 68.000 $, el mateix que li havia costat abans de les millores, amb la qual cosa l'Aeroport Internacional Lambert-St.Louis fou el primer aeroport municipal dels Estats Units.